# Urones de Castroponce
Urones de Castroponce és un municipi de la província de Valladolid a la comunitat autònoma espanyola de Castella i Lleó. Limita amb els municipis de Becilla de Valderaduey, Castrobol, La Unión de Campos i Villavicencio de los Caballeros.

## Demografia
| 1991 | 1996 | 2001 | 2004 |
| ---- | ---- | ---- | ---- |
| 207  | 171  | 154  | 147  |